# Дани Куверманс
Дани Куверманс (хол. Danny Koevermans; Схидам, 1. новембар 1978) бивши је холандски фудбалер.

## Каријера
Крајем јуна 2011. као слободан агент потписао је уговор с канадским клубом Торонтом, чланом МЛС лиге.